# Episodi di Halo (seconda stagione)
La seconda e ultima stagione della serie televisiva Halo, composta da otto episodi, è stata pubblicata sulla piattaforma streaming on demand Paramount+ dall'8 febbraio al 21 marzo 2024, in tutti i Paesi in cui è disponibile.
| nº | Titolo      | Pubblicazione    |
| -- | ----------- | ---------------- |
| 1  | Sanctuary   | 8 febbraio 2024  |
| 2  | Sword       | 8 febbraio 2024  |
| 3  | Visegrad    | 15 febbraio 2024 |
| 4  | Reach       | 22 febbraio 2024 |
| 5  | Aleria      | 29 febbraio 2024 |
| 6  | Onyx        | 7 marzo 2024     |
| 7  | Thermopylae | 14 marzo 2024    |
| 8  | Halo        | 21 marzo 2024    |

## Sanctuary
- Diretto da: Debs Paterson
- Scritto da: David Wiener

### Trama
Dopo il raid su Raas Kkhotskha, John e Cortana vengono separati chirurgicamente. Sei mesi dopo, Master Chief e la sua squadra vengono inviati in missione su Sanctuary per evacuare i residenti che si trovano sotto attacco dei Covenant, che stanno cercando il secondo pezzo del manufatto. John si allontana per portare in salvo una squadra di marine dispersa, nella foschia trova solo una superstite, Talia Perez, e vengono accerchiati e attaccati da una squadra di Elites Covenant dalla quale riescono a ritirarsi e fuggire con gli altri membri del Silver Team e pochi sopravvissuti. Rientrati su Reach, la squadra incontra l'agente dell'ONI James Ackerson, il sostituto della Halsey nella supervisione del programma Spartan-II. Ackerson prende in disparte John e lo interroga su quanto successo su Sanctuary, esprimendo interesse per i precedenti esperimenti della Halsey su di lui e preoccupazione per i persistenti effetti collaterali dovuti alla rimozione dell'impianto di Cortana nel suo cervello. Dopo che Ackerson sembra ignorare le preoccupazioni di John riguardo alle mutate strategie dei Covenant, John decide di incontrare segretamente Parangosky che lo informa di essere stata congedata dall'ONI dopo essersi presa la colpa degli scandali della Halsey. Nel frattempo, Soren si interessa a un servo che sostiene di aver visto la Halsey e, ignorando le preoccupazioni della moglie Laera, acquista i servizi del servo nella speranza di catturarla, ma viene invece condotto in una trappola e arrestato per pirateria e tradimento.
- Durata: 57 minuti

## Sword
- Diretto da: Debs Paterson
- Scritto da: Ahmadu Garba

### Trama
Sulle Macerie, Laera rimprovera l'equipaggio di Soren per averlo abbandonato e giura di ritrovarlo. Su Reach, mentre la squadra Cobalt, un'altra squadra di Spartan, viene inviata in missione al posto del Silver Team a causa della riluttanza di Ackerson a fidarsi di quest'ultima, John informa Kai di aver visto Makee su Sanctuary e spinge la sua squadra ad allenarsi di più per essere pronti ad un attacco dei Covenant; questo mette a dura prova Riz, che si sta riprendendo dalle ferite riportate su Raas Kkhotskha. Ackerson comunica a John che Perez non ha confermato la sua testimonianza su quanto accaduto a Sanctuary; John affronta Perez, che si sente in colpa e ammette di non aver detto ad Ackerson tutta la verità. Ackerson, che tiene prigioniera Halsey in una stanza simulata, usa Cortana per simulare gli esiti di una minaccia imminente ma, anche cambiando i fattori in gioco, il finale sembra inesorabilmente scritto. Dopo il mancato ritorno della squadra Cobalt dalla missione, John presume che siano stati inviati alla torre radio di Visegrád, una torre di comunicazione su Reach. Vedendo una similitudine con quanto accaduto a Sanctuary, John è convinto che i Covenant siano già sul pianeta e raduna la squadra per raggiungere Visegrád in una missione non autorizzata. Nel frattempo, alla base SWORD, una squadra di Elites, accompagnata da Makee, elimina una squadra di marines dell'UNSC e recupera il secondo manufatto.
- Durata: 46 minuti
- Guest star: Marvin Jones III (Louis-036).

## Visegrad
- Diretto da: Craig Zisk
- Scritto da: Marisha Mukerjee

### Trama
Dopo l'arrivo di Master Chief e della sua squadra alla torre radio di Visegrád, gli agenti dell'ONI li trattengono, nonostante John insista sull'attività dei Covenant. L'ammiraglio Jacob Keyes informa il Silver Team che sono sospesi dal combattimento e che John deve essere sottoposto a valutazione psichiatrica. John fugge e incontra segretamente Parangosky che lo avverte di non mettersi contro l'ONI, lui intuisce che lei non se n'è mai andata. Ackerson mostra a Keyes i corpi della squadra Cobalt uccisi dai Covenant su Reach e gli chiede il massimo riserbo. Furioso con Ackerson e l'ONI per il loro insabbiamento, Keyes mette in atto la "contingenza invernale" di evacuare e difendere Reach contro il piano di Ackerson di trasportare segretamente "beni essenziali" senza informare le persone della rovina del pianeta. Ackerson si congeda da Halsey, che gli rivela che sua sorella, Julia, era una candidata Spartan-II ma è morta durante il processo di potenziamento e lascia Soren con lei, poi aiuta l'anziano padre a suicidarsi prima di imbarcarsi su una nave spaziale e fuggire dal pianeta. Nel frattempo, Kwan protegge Laera e Kessler dall'equipaggio ammutinato di Soren quando minacciano Laera. In una chiesa, John trova Perez, che gli spiega di aver tradotto un messaggio dell'Arbiter Var 'Gatanai che annuncia l'intenzione dell'Alleanza di distruggere Reach, poco prima che delle esplosioni scuotano il pianeta.
- Durata: 54 minuti
- Guest star: Marvin Jones III (Louis-036), Bill Paterson (sig. Ackerson).

## Reach
- Diretto da: Craig Zisk
- Scritto da: Tom Hemmings

### Trama
I Covenant mettono sotto assedio Reach, colpendolo con bombardamenti al plasma e assaltando ogni luogo con truppe. John e Perez, che sono sopravvissuti ad un bombardamento vicino, assistono alla morte della famiglia di lei e si dirigono verso il FLEETCOM per aiutare nell'evacuazione. A causa dei ripetuti bombardamenti, la cella di detenzione dell'ONI si disattiva permettendo a Halsey e Soren di fuggire e raggiungono la stanza di contenimento di Cortana, Halsey vuole riprenderla ma vengono raggiunti da Makee e Var 'Gatanai che si impossessano del cristallo dati dell'IA. Mentre si recano al quartier generale della FLEETCOM, John e Perez incontrano Riz, Louis e Danilo che stanno cercando a loro volta di raggiungere il quartier generale, nonostante sotto fuoco pesante dei Covenant. Danilo rimane ucciso nei combattimenti e, per permettere agli altri di avanzare, Louis si sacrifica per fermare un gruppo di Covenant. I restanti sopravvissuti riescono a raggiungere il quartier generale della FLEETCOM, Vannak informa John che l'armatura è stata presa durante la fuga di Ackerson e che Kai è scomparsa, poi Keyes rivela a John dell'intenzione dell'Alto Comando di abbandonare segretamente Reach e della verità di quanto accaduto alla squadra Cobalt prima di dare ordine di evecuazione. Keyes conduce Halsey e Soren a una navetta di evacuazione dove Perez sta aiutando i civili a salire a bordo. L'hangar viene attaccato, costringendo Keyes a sacrificarsi per permettere alla navetta di fuggire. Il Silver Team rimasto cade in un'imboscata delle forze Covenant guidate da Var 'Gatanai; nella battaglia John viene ferito ma Makee interviene in tempo ordinando a Var 'Gatanai di lasciarlo in vita, John viene così recuperato e messo sulla navetta mentre Vannak copre la ritirata fino a quando viene colpito mortalmento da un frammento di Needler. Riz vuole recuperarlo ma viene colpita gravemente e portata sulla navetta; per poi riuscire a fuggire da Reach.
- Durata: 45 minuti
- Guest star: Marvin Jones III (Louis-036).

## Aleria
- Diretto da: Otto Bathurst
- Scritto da: Basil Lee Kreimendahl

### Trama
Mentre il Silver Team è accerchiato da un Capo Bruto, Kwan e Laera arrivano a salvarli, anche se Riz è gravemente ferita dopo aver recuperato il corpo di Vannak. John assiste alla distruzione di Reach da parte dei Covenant prima di perdere conoscenza; mentre è incosciente, ricorda che Cortana ha accettato di fare qualcosa per Parangosky in cambio della salvezza della sua vita. Makee, ora disillusa dai Profeti, tenta di convincere Cortana e Var 'Gatanai a diventare renitenti e a cercare l'Anello Halo da soli. Inizialmente Cortana rifiuta, ma segretamente mostra a Var il ricordo di John della sua visione dell'Anello Halo, convincendo Var a cambiare idea. Su Aleria, Halsey opera su Riz, ma, avendo subito danni significativi, Riz decide di rimanere indietro e cercare una vita normale. Soren e Laera cercano Kessler, solo per scoprire che è stato preso dall'UNSC. Dopo alcuni disaccordi iniziali tra Kwan e John, si tiene un funerale crematorio per Vannak. John giura di dare la caccia a Parangosky e Ackerson, ignorando la richiesta di Halsey di concentrarsi invece sulla ricerca dell'Anello Halo. Kwan ha una visione dello sciamano del Santuario, che la avverte in modo minaccioso che "il mostro" si sta avvicinando. Su Onyx, Kai incontra Ackerson e si prepara a guidare una unità di Spartan-III.
- Durata: 61 minuti

## Onyx
- Diretto da: Otto Bathurst
- Scritto da: Sarah McCarron

### Trama
John, Halsey, Soren, Laera e Kwan atterrano vicino al quartier generale segreto dell'ONI su Onyx. John funge da diversivo, affrontando le forze dell'ONI e facendosi catturare volontariamente prima di combattere nel tentativo di affrontare Parangosky; questo permette a Soren e Laera di cercare Kessler nella struttura di addestramento dell'ONI. Kwan e Halsey entrano in una caverna Forerunner; alla fine della caverna, si imbattono in personale scientifico guidato da Miranda Keyes. Nel frattempo, Perez, ora apprendista del programma SPARTAN-III, discute con Kai sulla loro simulazione di addestramento. Kai interroga Ackerson e lui le rivela la parziale verità su Reach, ma le dice che John lavora per l'Alleanza. Kai affronta John, che le rivela il destino dei suoi compagni di squadra e i tentativi dell'ONI di sabotarli. Sebbene John permetta a Kai di picchiarlo su ordine di Ackerson, la convince a riconsiderare il racconto dell'ONI e ad andare contro Ackerson. Cortana contatta Parangosky e fornisce dati sulla sua posizione e conduce segretamente John alla chiave di volta ancora in mano all'UNSC. Un sacerdote Covenant, di nome Uto 'Mdama, rileva la trasmissione di Cortana e ordina al Var di giustiziare Makee, ma lui e i suoi lealisti massacrano invece l'assemblea di 'Mdama, proteggendo Makee mentre raggiunge la chiave di volta catturata.
- Durata: 54 minuti
- Guest star: Jamie Beamish (Uto 'Mdama).

## Thermopylae
- Diretto da: Dennie Gordon
- Scritto da: Ahmadu Garba

### Trama
In una visione condivisa di Halo, John e Makee discutono delle loro diverse convinzioni. Dopo essere stato allontanato dalla visione, Makee sconfigge Uto 'Mdama con l'assistenza di Cortana e determina le coordinate di Halo utilizzando le stelle presenti nella visione, mentre Kai aiuta John a sottomettere i soldati mandati a cercarlo. Halsey, Miranda e Kwan indagano sulle antiche rovine di Onyx, che Halsey ritiene siano state costruite da coloro che hanno costruito Halo. Kwan apre una porta in un antico laboratorio, dove scoprono i resti di uno scienziato Forerunner e una città, prima che i tre siano costretti ad andarsene con un dispositivo contenente le ricerche dello scienziato; questo aiuta Kwan a capire che il mostro delle sue visioni è reale. Soren individua Kessler, ma lo perde di vista insieme a Laera in una caotica scazzottata. Ackerson scopre che il vero intento della simulazione di addestramento Spartan-III è quello di provocare una reazione nucleare, in grado di distruggere un intero sistema stellare e persino Halo stesso. Avverte John e Kai di questo; Kai decide di andare con gli Spartan-III mentre John va da solo. Indossata l'armatura, John recupera il Condor della Squadra Argento e si reca sul luogo di Halo, dove l'UNSC e il Covenant sono impegnati in un combattimento.
- Durata: 48 minuti
- Guest star: Jamie Beamish (Uto 'Mdama).

## Halo
- Diretto da: Dennie Gordon
- Scritto da: David Wiener

### Trama
Un biologo troppo zelante rilascia involontariamente delle spore dal contenitore recuperato da Halsey e Miranda, che rapidamente trasformano il personale della base in creature simili a zombie. Parangosky e Halsey ne sono vittime; Miranda congela sua madre in stasi per fermare lo sviluppo ulteriore dell'infezione, e promette che la riporterà indietro. Soren e Kwan salvano Laera, Kessler e, con riluttanza, Ackerson dopo che lui ha salvato Laera e Kessler, ma Laera rimane indietro dopo essere diventata infetta. Mentre il gruppo fugge, lo sciamano appare a Kwan e rivela la vera natura del mostro nelle sue visioni come il parassita Flood. John aiuta gli Spartan-III intrappolati a bordo di una Corvette Covenant, prima di salire sulla nave di Makee e salvare Cortana proprio prima che si schianti su Halo. Kai distrugge una Nave d'Assalto Covenant in una corsa suicida con la Corvette catturata, permettendo all'UNSC di prendere il sopravvento. Su Halo, John si scontra con Var 'Gatanai in un duello uno contro uno, uccidendolo alla fine. Makee rivela che intende portare "pace" alla galassia usando Halo per sterilizzarla, prima di correre in una struttura dei Precursori. Più tardi, John viene interrogato da un Monitor dei Precursori, che lo avverte che "esso" lo sta aspettando più in profondità nell'anello.
- Durata: 54 minuti